# هارولد نورمان مولدنكي
هارولد نورمان مولدنكي (1909-1996) (بالإنجليزية: Harold Norman Moldenke)‏ هو عالم نبات أمريكي.